# Moreno Roggi
Moreno Roggi (San Miniato, Provincia de Pisa, Italia, 24 de marzo de 1954) es un exfutbolista italiano. Se desempeñaba en la posición de defensa.

## Selección nacional
Fue internacional con la selección de fútbol de Italia en 7 ocasiones. Debutó el 28 de septiembre de 1974, en un encuentro amistoso ante la selección de Yugoslavia que finalizó con marcador de 1-0 a favor de los yugoslavos.

## Clubes
| Club                | País   | Año         |
| ------------------- | ------ | ----------- |
| Empoli F. C.        | Italia | 1970 - 1972 |
| A. C. F. Fiorentina | Italia | 1972 - 1978 |
| A. S. Avellino      | Italia | 1978 - 1979 |

## Palmarés

### Campeonatos nacionales
| Título      | Club                | País   | Año     |
| ----------- | ------------------- | ------ | ------- |
| Copa Italia | A. C. F. Fiorentina | Italia | 1974-75 |

### Copas internacionales
| Título                   | Club                | País   | Año  |
| ------------------------ | ------------------- | ------ | ---- |
| Anglo-Italian League Cup | A. C. F. Fiorentina | Italia | 1975 |